# ベルシャザールの饗宴 (シベリウス)
『ベルシャザールの饗宴』（スウェーデン語: Belsazars gästabud） 作品51は、ジャン・シベリウスが作曲した付随音楽。ジャーナリスト、詩人、劇作家のヤルマル・プロコペ（スウェーデン語）が著した同名の戯曲に付された。

## 概要

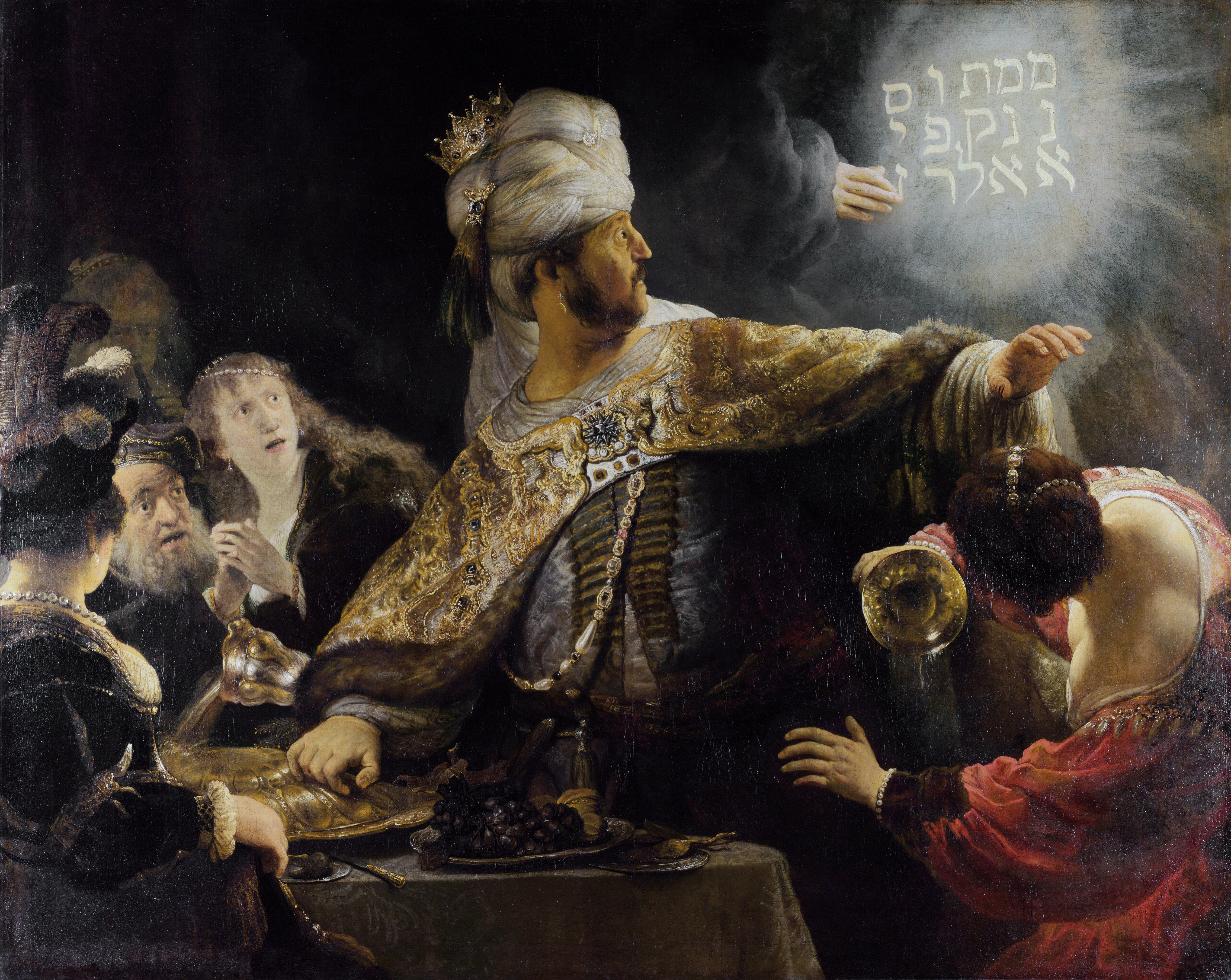
『ベルシャザルの饗宴』 油彩、カンバス レンブラント画 1635年

シベリウスは1906年に管弦楽曲として8曲を作曲しており、一部の曲には歌い手も必要となっている。戯曲と付随音楽の初演は1906年11月7日にヘルシンキのスウェーデン劇場において、作曲者自身の指揮で行われた。1907年1月までに上演回数は21回を数えた。
シベリウスは1907年に4曲を取り出して管弦楽のみからなる組曲を制作しており、こちらが原曲よりも広く知られるようになっている。組曲も原曲と同じ作品番号51を付されている。初演は1907年9月25日にヘルシンキにおいて作曲者自身の指揮、ヘルシンキ・フィルハーモニー協会の演奏で行われた。同じ演奏会では交響曲第3番もお披露目されている。また同年中に組曲のピアノ編曲版も制作されている。
原曲で番号2bとなっている「ユダヤ人の少女の歌」（スウェーデン語: Den judiska flickans sång）には多数の版が存在する。この曲は元来フルートと管弦楽のために書かれた楽曲だった。1907年に管弦楽組曲版の第2曲「孤独」となり、シベリウスは同年にピアノ伴奏歌曲としての版も作成している。1939年にアメリカのコントラルトであったマリアン・アンダーソンのために管弦楽伴奏歌曲へも編曲されており、「孤独」と名付けられた。
原曲の全曲版世界初録音はオスモ・ヴァンスカ指揮、ラハティ交響楽団の演奏、リリ・パーシキヴィ（メゾソプラノ）、ペトリ・レート（Petri Lehto、テノール）、サウリ・ティーリカイネン（バリトン）、ラハティ室内合唱団によりBISレコードのシベリウス全集の一環として行われた。

## 楽器編成
組曲版の編成。
フルート2（第2奏者はピッコロ持ち替え）、オーボエ、クラリネット2、ホルン2、打楽器（大太鼓、シンバル、タンブリン、トライアングル）、弦五部。

## 楽曲構成

### 付随音楽
1. 行進曲風に （第1幕）
2a. ノクターン （第1幕への前奏曲）
2b. ユダヤ人の少女の歌 （第2幕）
3. アレグレット （第3幕）
4.  生の踊り （第3幕）
5.  死の踊り （第3幕）
6. （4の一部分）
7. テンポ・ソステヌート （第4幕）
8. アレグロ （第4幕）
9. （4の短縮版）
10. （5の再現）

### 組曲
1. 「東洋の行進曲」 （原曲「行進曲風に」）
2. 「孤独」 （原曲「ユダヤ人の少女の歌」）
3. 「ノクターン」 （原曲「前奏曲：ノクターン」）
4. 「カドラ（Khadra）の踊り」 （原曲「生の踊り」と「死の踊り」）[3]